# Вон Тон Тон — собака, которая спасла Голливуд
«Вон Тон Тон — собака, которая спасла Голливуд» (англ. Won Ton Ton, the Dog Who Saved Hollywood) — американская кинокомедия 1976 года.

## Сюжет
Первая половина 1920-х годов. Молодая красавица Эсти Дель Рат отправляется в Голливуд, чтобы стать звездой кинематографа. По пути к ней прибивается немецкая овчарка. Пса примечает водитель автобуса киностудии (в скором будущем — кинорежиссёр), и очень скоро именно он становится «звездой» экрана.

## В ролях
В главных ролях
- Брюс Дерн — Грейсон Потчак, водитель автобуса киностудии, чуть позднее — кинорежиссёр
- Мэдлин Кан — Эсти Дель Рат
- Арт Карни — Дж. Дж. Фромберг
- Тери Гарр — Флаффи Питерс
- Фил Сильверс — Мюррей Фромберг
- Рон Либман — Руди Монтегю
- Ронни Грэм[англ.] — Марк Беннетт

Во второстепенных ролях
- Дороти Ламур — в роли самой себя
- Джоан Блонделл — домовладелица
- Вирджиния Мейо — мисс Бэттли
- Хенни Янгмен — Мэнни Фарбер
- Рори Кэлхун — Филип Харт
- Альдо Рэй[англ.] — Стабби Стеббинс
- Этель Мерман — Хедда Парсонс
- Нэнси Уокер — миссис Фромберг
- Ронда Флеминг — Рода Флейминг
- Дин Стоквелл — Пол Лавелл
- Дик Хеймс — Джеймс Кроуфорд
- Таб Хантер — Дэвид Хэмилтон
- Роберт Алда — Ричард Энтуистл
- Виктор Мэтьюр — Ник
- Эдгар Берген — профессор Куиксэнд
- Генри Вилкоксон — режиссёр немых фильмов
- Элис Фэй — секретарша у ворот
- Ивонн Де Карло — уборщица
- Братья Ритц — уборщицы

В эпизодических ролях
- Деннис Морган — туристический гид
- Шекки Грин[англ.] — турист
- Фил Лидс[англ.] — ловец собак № 1
- Клифф Нортон[англ.] — ловец собак № 2
- Стерлинг Холлоуэй — старик в автобусе
- Уильям Бенедикт[англ.] — мужчина в автобусе
- Дороти Галливер[англ.] — старушка в автобусе
- Уильям Демарест — привратник киностудии
- Билли Барти — ассистент режиссёра
- Рикардо Монтальбан — в роли самого себя
- Джеки Куган — рабочий сцены № 1
- Джонни Вайсмюллер — рабочий сцены № 2
- Энди Дивайн[англ.] — священник в собачьем приюте
- Бродерик Кроуфорд — мастер спецэффектов
- Ричард Арлен — в роли самого себя
- Джек Ла Ру[англ.] — в роли самого себя
- Луис Най[англ.] — радио-интервьюер
- Степин Фетчит — танцующий дворецкий
- Кен Мюррей[англ.] — продавец сувениров
- Руди Валле — охотник за автографами
- Джордж Джессел[англ.] — ведущий церемонии награждения
- Эли Минц[англ.] — портной
- Джесс Уайт[англ.] — агент Руди Монтегю
- Фриц Фельд — дворецкий Руди Монтегю
- Уолтер Пиджон — дворецкий Грейсона Потчака
- Эдвард Эшли-Купер[англ.] — второй дворецкий
- Джейн Коннелл[англ.] — официантка
- Глория Дехейвен — девушка президента № 1
- Энн Миллер — девушка президента № 2
- Джанет Блэр — девушка президента № 3
- Сид Чарисс — девушка президента № 4
- Деннис Дэй[англ.] — поющий телеграфист
- Майк Мазурки — охранник киностудии
- Кармел Майерс — журналистка[1]
- Джек Картер — журналист
- Барбара Николс — девушка Ника[1]
- Арми Арчерд[англ.] — «Лучший MC»
- Фернандо Ламас[англ.] — «Лучший актёр»
- Жа Жа Габор — «Лучшая актриса»
- Хантц Холл[англ.] — идущий мужчина
- Дудлс Уивер[англ.] — актёр в мексиканском фильме
- Педро Гонсалес-Гонсалес — мексиканский киномеханик
- Мори Амстердам[англ.] — исполнитель Custard Pie[англ.] № 1
- Эдди Фой-мл.[англ.] — исполнитель Custard Pie[англ.] № 2
- Питер Лоуфорд — исполнитель буффонады
- Патриша Морисон — кинозвезда на кинопробах
- Гай Мэдисон — кинозвезда на кинопробах
- Реджис Туми — рабочий сцены бурлеска
- Энн Ратерфорд — секретарь студии Грейсона Потчака[1]
- Милтон Берл — слепец
- Джон Кэррадайн — пьяница
- Кей Люк — повар на кухне
- Тони Бэзил — гостья на церемонии награждения (в титрах не указана)
- Леон Беласко — дворецкий, делающий телефонный звонок (в титрах не указан)

## Факты
- Кличка главного героя фильма — пародия на реально жившую немецкую овчарку по имени Рин Тин Тин[2].
- Лента не имеет наград, но примечательна огромным количеством голливудских «звёзд», снявшихся в ней в небольших или вовсе эпизодических ролях[2].
- Первоначальное название фильма — «Вон Тон Тон — собака, которая спасла „Уорнер Бразерс“» (англ. Won Ton Ton, the Dog Who Saved Warner Bros.) Во время подготовки к началу съёмок этой ленты продюсер Дэвид Пикер[англ.] перешёл из Warner Bros. в Paramount Pictures, и его новый работодатель посчитал уместным заменить «Уорнер Бразерс» на «Голливуд».
- Съёмки картины начались в августе 1975 года. Премьера состоялась 26 мая 1976 года.